# Maryvonne Le Dizès
Maryvonne Jeanne Le Dizès (* 25. Juni 1940 in Quimper; † 9. August 2024 in Paris) auch bekannt als Maryvonne Le Dizès-Richard, war eine französische Geigerin und Hochschullehrerin. Sie wurde vor allem durch ihre Arbeit im Bereich Neuer Musik und als Mitglied des Ensemble intercontemporain bekannt.

## Leben
Maryvonne Jeanne Le Dizès wurde am 25. Juni 1940 in Quimper geboren. Während ihres Studiums am Conservatoire de Paris erhielt sie Auszeichnungen sowohl für Solospiel als auch für Kammermusik. Sie gewann 1962 als erste Frau den Premio Paganini in Genua.
Wegen der Karriere ihres Mannes zog sie für zwei Jahre in die Vereinigten Staaten. Sie nahm dort als erste Frau und als erster ausländischer Bewerber an der Carnegie Hall Competition teil. In den USA spielte sie weniger Konzerte und konzentrierte sich auf die Erziehung ihrer Kinder. Anschließend gewann sie ihre Technik zurück, indem sie Bachs Sonaten und Partiten für Violine solo und anschließend Kammermusik und Konzerte studierte.
In Paris gehörte Le Dizès ab 1979 über zwanzig Jahre lang dem Ensemble intercontemporain als Geigerin an. Während dieser Zeit arbeitete sie mit Komponisten wie Pierre Boulez und György Ligeti zusammen. Sie spielte mit dem Ensemble Ligetis Violinkonzert und sein Trio für Klavier, Violine und Horn. Sie spielte u. a. Werke von Olivier Messiaen, Iannis Xenakis, Luciano Berio und Elliott Carter ein. Sie beauftragte Komponisten, neue Werke für das Ensemble zu schreiben; so entstanden ein Trio für Saxophon, Posaune und Violine von Gilbert Amy, ein Streichtrio von Jean-Baptiste Devillers und Ommaggio, in Erinnerung an Tiepolo für Violine solo von Philippe Fénelon.
Ab 1977 unterrichtete sie am Conservatoire à rayonnement régional de Boulogne-Billancourt in Paris mit dem Schwerpunkt Neue Musik.
Sie gewann, gemeinsam mit Robert Davidovici, 1983 die Carnegie Hall International American Music Competition.
Le Dizès starb am 9. August 2024 in Paris.

## Einspielungen
- Twentieth Century Works for Violin, Solowerke von Luciano Berio und Bruno Maderna, Werke für Violine und Klavier von Aaron Copland, Charles Ives, Arnold Schönberg und Olivier Messiaen, mit Pianist Jean-Claude Henriot, Adda (1986)[6][7]
- Hidden Sparks, New World Records (1997)[8]
- Bartók, Berg, Stravinsky, Amy: Trios, Musidisc (2002)[9]
- Bartók: Oeuvres pour violon et piano, Werke für Violine und Klavier, mit Pierre-Laurent Aimard (Klavier), Adda (1990), Wiederveröffentlichung: Musidisc (2002)[10]
- Messiaen: Quatuor pour la fin du temps, Adda (2012)[11]